# العلاقات الألمانية المولدوفية
العلاقات الألمانية المولدوفية هي العلاقات الثنائية التي تجمع بين ألمانيا ومولدوفا.

## مقارنة بين البلدين
هذه مقارنة عامة ومرجعية للدولتين:
| وجه المقارنة                                              | ألمانيا                                                                              | مولدوفا                           |
| --------------------------------------------------------- | ------------------------------------------------------------------------------------ | --------------------------------- |
| المساحة (كم2)                                             | 357.41 ألف                                                                           | 33.85 ألف                         |
| عدد السكان (نسمة)                                         | 81.29 مليون                                                                          | 2.55 مليون                        |
| الكثافة السكانية (ن./كم²)                                 | 227.44                                                                               | 75.33                             |
| العاصمة                                                   | بون، برلين                                                                           | كيشيناو                           |
| اللغة الرسمية                                             | اللغة الألمانية                                                                      | اللغة المولدوفية، اللغة الرومانية |
| العملة                                                    | يورو، مارك ألماني                                                                    | ليو مولدوفي                       |
| الناتج المحلي الإجمالي (بليون دولار)                      | 3.68 تريليون                                                                         | 8.13 مليار                        |
| الناتج المحلي الإجمالي (تعادل القوة الشرائية) بليون دولار | 3.92 تريليون                                                                         | 17.94 مليار                       |
| الناتج المحلي الإجمالي الاسمي للفرد دولار أمريكي          | 41.31 ألف                                                                            | 3.65 ألف                          |
| الناتج المحلي الإجمالي للفرد دولار أمريكي                 | 46.40 ألف                                                                            | 4.98 ألف                          |
| مؤشر التنمية البشرية                                      | 0.926                                                                                | 0.693                             |
| رمز المكالمات الدولي                                      | +49                                                                                  | +373                              |
| رمز الإنترنت                                              | .de                                                                                  | .md                               |
| المنطقة الزمنية                                           | توقيت وسط أوروبا، ت ع م+01:00، ت ع م+02:00، توقيت أوروبا الوسطى المعياري (ت غ م +1) ‏ | ت ع م+02:00، ت ع م+03:00          |

## مدن متوأمة
في ما يلي قائمة باتفاقيات التوأمة بين مدن ألمانية ومولدوفية:
- ترتبط Kaufungen [الإنجليزية]‏ مع Budești  [لغات أخرى]‏ باتفاقية توأمة.
- ترتبط بيول مع Călărași, Moldova [الإنجليزية]‏ باتفاقية توأمة.
- ترتبط مانهايم مع كيشيناو باتفاقية توأمة منذ 1961.
- ترتبط آيلنبورغ مع تيراسبول باتفاقية توأمة.

## منظمات دولية مشتركة
يشترك البلدان في عضوية مجموعة من المنظمات الدولية، منها:
| علم المنظمة | اسم المنظمة                               | تاريخ انضمام ألمانيا | تاريخ انضمام مولدوفا |
| ----------- | ----------------------------------------- | -------------------- | -------------------- |
|             | مؤسسة التمويل الدولية                     | 20 يوليو 1956        | 10 مارس 1995         |
|             | يونسكو                                    | 11 يوليو 1951        | 27 مايو 1992         |
|             | مؤسسة التنمية الدولية                     | 24 سبتمبر 1960       | 14 يونيو 1994        |
|             | المركز الدولي لتسوية المنازعات الاستشارية | 18 مايو 1969         | 4 يونيو 2011         |
|             | وكالة ضمان الاستثمار متعدد الأطراف        | 12 أبريل 1988        | 9 يونيو 1993         |
|             | منظمة حظر الأسلحة الكيميائية              | 29 أبريل 1997        | ?                    |
|             | الاتحاد الدولي للاتصالات                  | 1866                 | 20 أكتوبر 1992       |
|             | الأمم المتحدة                             | 18 سبتمبر 1973       | 2 مارس 1992          |
|             | منظمة الشرطة الجنائية الدولية             | ?                    | ?                    |
|             | البنك الدولي للإنشاء والتعمير             | 14 أغسطس 1952        | 12 أغسطس 1992        |
|             | منظمة الأمن والتعاون في أوروبا            | 25 يونيو 1973        | 30 يناير 1992        |
|             | الاتحاد البريدي العالمي                   | 1 يوليو 1875         | ?                    |
|             | منظمة التجارة العالمية                    | ?                    | ?                    |
|             | الفريق المعني برصد الأرض                  | ?                    | ?                    |
|             | المنظمة الأوروبية لسلامة الملاحة الجوية   | 1960                 | 2000                 |
|             | مجلس أوروبا                               | 13 يوليو 1950        | ?                    |

## أعلام
هذه قائمة لبعض الشخصيات التي تربطها علاقات بالبلدين:
- ديمتري كولوبايف (سباح ألماني، 29 يناير 1990 – )

## وصلات خارجية
- موقع وزارة الخارجية الألمانية
- موقع وزارة الخارجية المولدوفية